# Teagan Presley

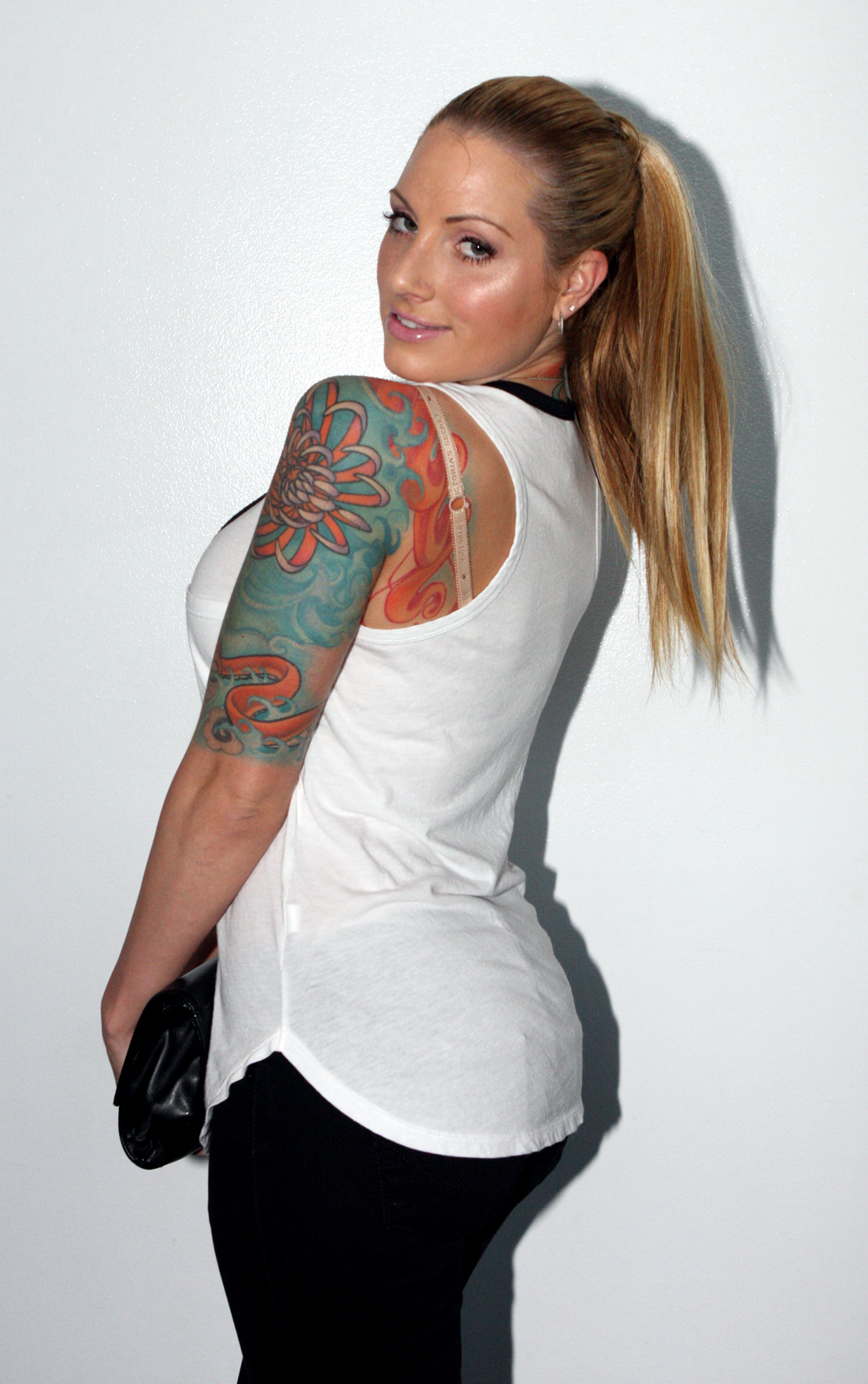
Teagan Presley (2013)

Teagan Presley [ˈtɛɪgən], eigentlich Ashley Ann Erickson (* 24. Juli 1985 in Houston, Texas), ist eine US-amerikanische Pornodarstellerin.

## Leben und Karriere
Nachdem sie die Highschool absolviert hatte, drehte die ehemalige Gymnastik-Sportlerin und Ballerina  Presley im Dezember 2003 ihre ersten Pornoszenen im Film Just over Eighteen 10 für das Label Redlight District. In den folgenden acht Monaten entstanden mehr als 40 weitere Filme, in denen Presley zumeist die Titelrolle spielte, bis heute sind mehr als 50 Filme erschienen. Bereits Anfang 2004 wurde sie beim AVN Award als Best New Starlet nominiert.
Seit Juli 2004 war Presley exklusiv bei Digital Playground unter Vertrag, in dessen Rahmen sie sich einer Brustvergrößerung unterzogen hat. Sie ist zudem bekannt für ihre Darstellungen in den von Digital Playground im Gonzo-Stil produzierten Serien Jack’s Teen America und Jack’s Playground (jeweils mehrere Folgen). Letztere Serie wurde 2005 mit dem AVN Award ausgezeichnet. Sie galt als Star der Produktionsgesellschaft Digital Playground. Vor allem in der Anfangsphase ihrer Karriere wurde oft eine Ähnlichkeit zu Britney Spears erwähnt.
Im Jahr 2005 gewann sie bei der 14. Verleihung der F.O.X.E.-Awards die Auszeichnung als Vixen. FOXE steht für Fans of X-rated Entertainment, die Auszeichnung als Vixen ist mit einem Award als Best New Starlet gleichzusetzen. Im November 2007 wurde bekannt, dass Presley Digital Playground nach drei Jahren Exklusivvertrag verlassen hat, um mit ihrem Ehemann Tyler Durden, den sie 2007 geheiratet hatte, das Unternehmen Teagan Presley Enterprises zu gründen. 2008 ließ sie sich von Durden scheiden. 2010 heiratete sie Joshua Lehman.

## Privatleben
- Presley hat sechs jüngere Geschwister – drei Brüder und drei Schwestern – und begann im Alter von sieben Jahren mit Ballett-Tanz.
- Bereits mit 15 vertrat Teagan die Vereinigten Staaten bei internationalen Wettkämpfen als Gymnastin in Deutschland und Dänemark.
- Am 11. November 2005 wurde ihre Tochter geboren.

## Filmografie (Auswahl)
- 2004: Belladonna, Jana Cova, Teagan Presley XXX
- 2004: Roxy DeVille and Teagan Presley
- 2004: Contract Star
- 2004: Cum Swapping Sluts 7
- 2004: Flesh Hunter 7
- 2004: Hand Solo
- 2004: Naughty Bookworms 278
- 2004: Service Animals 18
- 2004: Share the Load 1
- 2004: Stick It in My Face 2: That Dick Ain't Gonna Suck Itself
- 2004: Teagan: Erotique
- 2004: Teen America 1
- 2004: Virtual Sex with … Teagan Presley
- 2005: Pirates
- 2005: Soloerotica 8
- 2005: Teagan: All-American Girl
- 2006: Icon
- 2006: Island Fever 4
- 2006: Jack’s POV 5
- 2006: Slut Puppies 2
- 2006: Teagan’s Juice
- 2006: Terrible Teens 3
- 2006: Tug Jobs 10
- 2007: Babysitters
- 2007: Teagan Video Nasty
- 2008: Teagan Presley Virtual Sex
- 2008: All Alone 3
- 2008: Internal Injections 3
- 2008: Oil Overload 1
- 2008: Jack’s POV 12
- 2008: Not Bewitched XXX
- 2008: Not The Bradys XXX 2: Marcia!, Marcia!, Marcia!
- 2008: Roller Dollz
- 2009: Deviance
- 2009: Euro Girls On Girls 12224
- 2009: Not Airplane XXX - Flight Attendants
- 2010: Bree and Teagan Finally
- 2010: Eva Angelina vs. Teagan
- 2010: Teagan Takes Control
- 2011: Babysitters - Scene 4
- 2011: Grindhouse XXX - A Double Feature
- 2011: Malibu intim
- 2012: Buffy The Vampire Slayer XXX: A Parody
- 2012: Deviance 3
- 2013: T And A
- 2017: Head Over Heels
- 2017: Sister Swap 1, 2
- 2018: Flixxx: Teagan’s Tease
- 2018: Freaky Foreigner
- 2018: Pornstar Pounding 7
- 2019: Fuck Like It’s The End Of The World

## Auszeichnungen und Nominierungen

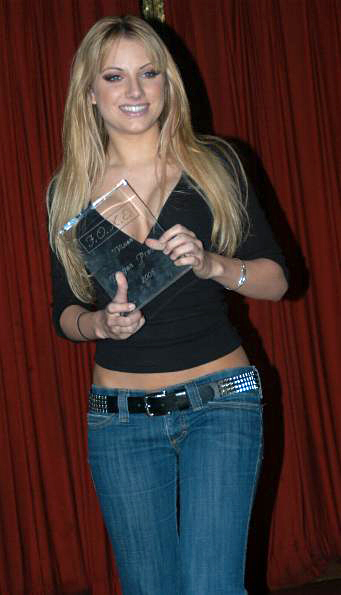
Presley mit ihrem FOXE Award von 2005

- 2004: AVN Award: Nominierung zum Best New Starlet
- 2005: F.O.X.E. Award: Video Vixen (für die beste Newcomerin)
- 2005: XRCO Award: Best New Starlet
- 2005: XRCO Award: Best 3-Way Scene mit Mark Ashley und Alberto Rey
- 2007: AVN Award: Best All-Girl Sex Scene – Video in Island Fever 4 mit Jesse Jane, Jana Cova und Sophia Santi[1]
- 2009: AVN Award: Best Solo Sex Scene in Not Bewitched XXX[2]
- 2009: XRCO Award: Best Cumback
- 2010: AVN Award: Best All-Girl Group Sex Scene (in Deviance, zusammen mit Eva Angelina, Sunny Leone und Alexis Texas)[3]
- 2012: AVN Award: Nominierung zum All-Girl Group Scene Chick Flixxx
- 2012: AVN Award: Nominierung zum Best Girl/Girl Sex Scene Killer Bodies: The Awakening
- 2010: Nightmoves Award: Best Actress
- 2012: Nightmoves Award: Nominierung zum Best Ass
- 2013: AVN Award: Nominierung zum Best All-Girl Group Sex Scene, Deviance 3
- 2013: Nightmoves Award: Nominierung zum Best Ink
- 2014: AVN Award: Nominierung zum Best All-Girl Group Sex Scene, T And A
- 2016: Aufnahme in die AVN Hall of Fame[4][5]